# 1978 FIFAワールドカップ・予選
1978 FIFAワールドカップ 地区予選は、開催国と前回優勝国を含めて107のナショナルチームがエントリーした。
本大会に出場できるのは16チームで、開催国のアルゼンチンと前回優勝国の西ドイツは予選を免除された。

## 出場枠
|               | 欧州 | 南米 | 北中米カリブ海 | アフリカ | アジア | 大洋州 | 開催国 | 前回優勝国 | 合計 |
| 本大会 出場枠 | 8.5  | 2.5  | 1              | 1        | 1      | 1      | 1      | 1          | 16   |

## 予選の方式
大陸別にグループが組まれて、各地区で上位のチームが本大会へ出場できる。それぞれグループの予選方法は以下の通りである。
ヨーロッパ予選
31チームが参加。各組3～4チームの編成で、全9組。ホームアンドアウェー方式の2回戦総当たりリーグ戦。各組1位チームが本大会出場となるが、グループ9の1位のみは南米との大陸間プレーオフへ回る。
グループ1：ポーランド、ポルトガル、デンマーク、キプロス
グループ2：イタリア、イングランド、フィンランド、ルクセンブルク
グループ3：オーストリア、東ドイツ、トルコ、マルタ
グループ4：オランダ、ベルギー、北アイルランド、アイスランド
グループ5：フランス、ブルガリア、アイルランド
グループ6：スウェーデン、ノルウェー、スイス
グループ7：スコットランド、チェコスロバキア、ウェールズ
グループ8：スペイン、ルーマニア、ユーゴスラビア
グループ9：ハンガリー、ソビエト連邦、ギリシャ
グループ1～8の1位チームが本大会出場決定。ハンガリーが大陸間プレーオフへ。
南米予選
9チームが参加。1次ラウンドは1組3チームの3組に分かれ、ホームアンドアウェー方式の2回戦総当たりリーグ戦。各組1位の3チームが最終ラウンドに進出。最終ラウンドでは中立地開催の1回戦総当たりリーグ戦。成績上位の2チームが本大会出場、残りの1位チームは欧州との大陸間プレーオフに回る。
1次ラウンド
グループ1：ブラジル、パラグアイ、コロンビア
グループ2：ボリビア、ウルグアイ、ベネズエラ
グループ3：ペルー、チリ、エクアドル
最終ラウンド：ブラジル、ペルー、ボリビア
ブラジルとペルーが本大会出場決定。ボリビアが欧州との大陸間プレーオフへ。
北中米カリブ海予選
1977年開催の第7回CONCACAF選手権の優勝チームにワールドカップ出場権が与えられる。同選手権の予選がワールドカップ予選の1次ラウンド、同選手権の本大会がワールドカップ予選の最終ラウンドを兼ねる。
17チームが参加。1次ラウンドは北米・中米・カリブ海の各ゾーン2位以内の6チームが最終ラウンドに進出。
北米・中米ゾーンはホームアンドアウェー方式の2回戦総当たりリーグ戦。カリブ海ゾーンは2組に分かれてのホームアンドアウェー方式によるノックアウトトーナメント。最終ラウンドは1回戦総当たり制のリーグ戦となり、1位が本大会に出場。
1次ラウンド（CONCACAF選手権予選が兼ねる）
北米ゾーン：メキシコ、カナダ、アメリカ
中米ゾーン：グアテマラ、エルサルバドル、コスタリカ、パナマ
カリブ海ゾーン
グループA：スリナム、トリニダード・トバゴ、ガイアナ、バルバドス
グループB：ハイチ、キューバ、オランダ領アンティル、ジャマイカ、ドミニカ共和国
最終ラウンド（CONCACAF選手権本大会が兼ねる）：メキシコ、ハイチ、エルサルバドル、カナダ、グアテマラ、スリナム
1位のメキシコが本大会出場決定（CONCACAF選手権優勝）。
アフリカ予選
26チームが参加。予備ラウンドは4チームが参加して各組2チームの全2組に分かれ、ホームアンドアウェー方式で勝者の2チームが1次ラウンドに進出。以後、1次ラウンドは予備ラウンド勝者2チームと、1次ラウンドから参加する22チームの計24チームが全12組、2次ラウンドは12チームが全6組、3次ラウンドは6チームが全3組に分かれ、ホームアンドアウェー方式でいずれも勝者が次のラウンドに進出。最終ラウンドは3チームがホームアンドアウェー方式の2回戦総当りリーグ戦となり、1位が本大会に出場。
予備ラウンド：シエラレオネ－ニジェール、オートボルタ－モーリタニア
1次ラウンド：アルジェリア－リビア、チュニジア－モロッコ、トーゴ－セネガル、ギニア－ガーナ、ザイール－×中央アフリカ、ナイジェリア－シエラレオネ、コンゴ共和国－カメルーン、コートジボワール－オートボルタ、エジプト－エチオピア、ケニア－×スーダン、ウガンダ－×タンザニア、ザンビア－マラウィ
2次ラウンド：チュニジア－アルジェリア、ギニア－トーゴ、ナイジェリア－×ザイール、コートジボワール－コンゴ共和国、エジプトーケニア、ザンビア－ウガンダ
3次ラウンド：チュニジア－ギニア、ナイジェリア－コートジボワール、エジプト－ザンビア
それぞれ左側のチームが次のラウンドに進出。×は棄権による同ラウンド敗退。
最終ラウンド：チュニジア、エジプト、ナイジェリア
1位のチュニジアが本大会出場決定。
アジア・オセアニア予選
22チームが参加。1次ラウンドでは、1組が6チームによるセントラル方式の1回戦総当たりリーグ戦を行い、上位2チームによる1試合のプレーオフの勝者が最終ラウンド進出。2～5組は各組3～4チームによるホームアンドアウェー方式の2回戦総当たりリーグ戦を行い、各組1位の4チームが最終ラウンド進出。
1次ラウンド
グループ1：香港、シンガポール、マレーシア、インドネシア、タイ、×スリランカ
グループ2：韓国、イスラエル、日本、×北朝鮮
グループ3：イラン、サウジアラビア、シリア、×イラク
グループ4：クウェート、バーレーン、カタール、×アラブ首長国連邦
グループ5：オーストラリア、ニュージーランド、チャイニーズタイペイ
それぞれ一番左側のチームが最終ラウンドに進出。グループ1の香港は2位シンガポールとのプレーオフに勝って最終ラウンド進出。×は棄権による1次ラウンド敗退。
最終ラウンドでは5チームによるホームアンドアウェー方式の2回戦総当たりリーグ戦を行い、1位チームが本大会に出場。
最終ラウンド：イラン、韓国、クウェート、オーストラリア、香港
1位のイランが本大会出場決定。
大陸間プレーオフ
ホームアンドアウェー方式の対戦でハンガリーがボリビアに2勝し、ハンガリーの本大会出場が決定。

## 出場国
| 大陸連盟 | 出場 枠数 | 予選大会   | 組 予選順位 | 組 予選順位 | 出場国・地域   | 出場回数         | 備考 |
| -------- | --------- | ---------- | ----------- | ----------- | -------------- | ---------------- | ---- |
| UEFA     | 1+8.5     | 前回優勝国 | 前回優勝国  | 前回優勝国  | 西ドイツ       | 7大会連続9回目   |      |
| UEFA     | 1+8.5     | 欧州予選   | 1組         | 1位         | ポーランド     | 2大会連続3回目   |      |
| UEFA     | 1+8.5     | 欧州予選   | 2組         | 1位         | イタリア       | 5大会連続9回目   |      |
| UEFA     | 1+8.5     | 欧州予選   | 3組         | 1位         | オーストリア   | 5大会ぶり4回目   |      |
| UEFA     | 1+8.5     | 欧州予選   | 4組         | 1位         | オランダ       | 2大会連続4回目   |      |
| UEFA     | 1+8.5     | 欧州予選   | 5組         | 1位         | フランス       | 3大会ぶり7回目   |      |
| UEFA     | 1+8.5     | 欧州予選   | 6組         | 1位         | スウェーデン   | 3大会連続7回目   |      |
| UEFA     | 1+8.5     | 欧州予選   | 7組         | 1位         | スコットランド | 2大会連続4回目   |      |
| UEFA     | 1+8.5     | 欧州予選   | 8組         | 1位         | スペイン       | 3大会ぶり5回目   |      |
| UEFA     | 1+8.5     | 欧州予選   | 9組         | 1位         | ハンガリー     | 4大会ぶり3回目   | ○    |
| CONMEBOL | 1+2.5     | 開催国     | 開催国      | 開催国      | アルゼンチン   | 2大会連続7回目   |      |
| CONMEBOL | 1+2.5     | 最終予選   | 1位         | 1位         | ブラジル       | 11大会連続11回目 |      |
| CONMEBOL | 1+2.5     | 最終予選   | 2位         | 2位         | ペルー         | 2大会ぶり3回目   |      |
| CONCACAF | 1         | 最終予選   | 1位         | 1位         | メキシコ       | 2大会ぶり8回目   |      |
| CAF      | 1         | 最終予選   | 1位         | 1位         | チュニジア     | 初出場           |      |
| AFC/OFC  | 1         | 最終予選   | 1位         | 1位         | イラン         | 初出場           |      |

- 備考欄の「○」は大陸間プレーオフに勝利の上、出場が決定したチーム。